# Július Ďuriš

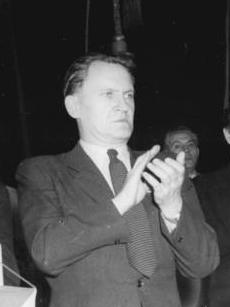
Július Ďuriš 1954

Július Ďuriš (* 9. März 1904 in Rovňany; † 18. Februar 1986 in Prag) war ein tschechoslowakischer und slowakischer Politiker und Funktionär der kommunistischen Partei der Tschechoslowakei (KPTsch) und der Kommunistischen Partei der Slowakei (KSS), zum Teil in deren Zentralkomitees tätig. Er war Abgeordneter und bekleidete in verschiedenen Regierungen einen Ministerposten (unter anderem als Finanzminister).

## Leben, Politische Karriere
Július Ďuriš studierte in den späten 1920er Jahren Jura an der Karls-Universität in Prag. 1927 trat er der KPTsch bei und studierte anschließend Politik und Gesellschaftswissenschaften in Paris. Wegen seiner Mitgliedschaft und Tätigkeit in der tschechoslowakischen Sektion der Parti communiste français wurde er aus Frankreich ausgewiesen und ging zurück in die Slowakei, wo er in der KSS führender Funktionär wurde, 1939 bis 1941 (nach der Entstehung des Slowakischen Staates) war er Mitglied der illegalen Parteiführung, 1941 bis 1945 saß er im Gefängnis, konnte jedoch im Februar 1945 fliehen.
Seine Parteikarriere setzte Ďuriš auch nach 1945 fort: 1945 bis 1953 war er Präsidiumsmitglied des Zentralkomitees der slowakischen KSS und zugleich bis 1963 Mitglied des Zentralkomitees der KPTsch. In dieser Zeit war er auch Landwirtschaftsminister und konnte der kommunistischen Partei gute Dienste erweisen: vor 1948 war Ďuriš für die Verteilung des Bodens, der den vertriebenen Deutschen, Ungarn, sogenannten Kollaboranten usw. beschlagnahmt wurde. Mit seiner Bodenreform wurde er populär und konnte die Position der Partei stärken – bereits bei den Parlamentswahlen 1946 war er für die Wahlerfolge der Partei insbesondere in ländlichen Regionen maßgeblich verantwortlich. Zwar behauptete er zu dieser Zeit, in der Tschechoslowakei werde es keine zwangsweise Kollektivierung der Landwirtschaft nach dem sowjetischen Muster geben und ermöglichte als Minister die Entstehung zahlreicher selbständiger Bauernbetriebe, bereitete zugleich jedoch heimlich entsprechende Gesetze und setzte nach dem Februarumsturz 1948 und später die Zwangskollektivierung in einem besonders starken Umfang durch. Von 1945 bis 1963 war Ďuriš Abgeordneter der Nationalversammlung.
Július Ďuriš bekleidete von 1945 bis 1963 (mit einer Unterbrechung) folgende Regierungsposten in der Tschechoslowakei (in Klammern: Datum der Amtszeit als Minister):
- Landwirtschaftsminister in den Regierung Zdeněk Fierlinger I (4./5.4.1945 – 6.11.1945), Regierung Zdeněk Fierlinger II (6.11.1945 – 2.7.1946), Regierung Klement Gottwald I (2.7.1946 – 25.2.1948), Regierung Klement Gottwald II (25. 2.1948 – 15.6.1948), Regierung Antonín Zápotocký (15.6.1948 – 10.9.1951)
- Forstwirtschaft- und Holzindustrieminister in der Regierung Antonín Zápotocký (31.1.1953 – 21.3.1953), Regierung Viliam Široký I (21.3.1953 – 14.9.1953)
- Finanzminister in der Regierung Viliam Široký I (14.9.1953 – 12.12.1954), Regierung Viliam Široký II (12.12.1954 – 11.7.1960), Regierung Viliam Široký III (11.7.1960 – 20.9.1963)

Aufgrund von Differenzen mit dem damaligen Generalsekretär der Partei und Präsidenten der Republik Antonín Novotný musste Ďuriš 1963 alle Partei-,  und Regierungs- und Staatsfunktionen abgeben; wegen seiner Sympathien für und Unterstützung des Prager Frühlings von 1968 wurde er dann 1970 aus der Partei ausgeschlossen.